# Toyota HiAce
Le Toyota HiAce est un fourgon produit par Toyota sous six générations, depuis 1967. Il est remplacé en Europe par la Toyota ProAce depuis 2013.

## Origine du nom
HiAce est combiné de high et ace, signifiant un véhicule qui surpasse son prédécesseur, le ToyoAce.

## 1967 - 1977 Toyota HiAce I (H10)
En 1967, Toyota sort son premier van pour concurrencer les Mitsubishi Delica, Volkswagen Combi et Renault Estafette : le Toyota HiAce. Cette première mouture de type H10 était le seul véhicule utilitaire avant l'arrivée du Toyota Lite Ace. 
Elle a été dévoilée au Japon en 1967 sous la forme d'une première fourgonnette à cabine compacte. Le style était assez simple en raison de son statut d'utilitaire, mais il a une impression propre et moderne. Il est équipé d'une version pour 9 passagers avec 3 rangées de sièges. Il possède un moteur de type 2R, qui a été monté dans la Toyota Corona, voiture de tourisme à l'époque. La capacité de confort de la voiture a été améliorée par le réglage de la suspension souple. À cette époque, les équipements comme la radio et le chauffage étaient considérés comme une sorte d'équipement de luxe, mais ils ont été introduits comme équipement standard.

## 1977 - 1982 Toyota HiAce II (H20/H30/H40)
Le changement complet du modèle a été mis en œuvre après une durée de vie allant jusqu'à 10 ans. En février 1977, le HiAce est passé à la deuxième génération. La gamme de modèles comprend 3 types de fourgonnettes, des versions Combi et camionnette. Le design extérieur a succédé à la modernité de la 1ère génération. Pour le bouclier avant, le design sans calandre de l'époque a été introduit, et les 4 phares ronds ont été remplacés par des lampes rondes à 2 feux carrés intégrés dans les cache-phares.
À l'époque, le style était assez conventionnel pour un véhicule à cabine au-dessus d'une camionnette. Grâce au succès commercial du modèle de 2e génération, le HiAce a établi l'identité du leader de la fourgonnette haut de gamme au Japon, mais le marché de ce segment était encore petit, et les caractéristiques de la voiture restent celles d'un véhicule commercial. Il est équipé d'une version pour 9 passagers avec 3 rangées de sièges.

## 1982 - 1989 Toyota HiAce III (H50/H60/H70)
La 3e génération de HiAce est sortie en 1982. Le phare vertical carré à 4 phares, qui était à la mode aux États-Unis à l'époque, et la couleur métallique 2 tons ont été appliqués, et la différence avec les véhicules commerciaux a été clarifiée par de superbes apparences. L'empattement court pour la longueur de surcharge (carrosserie standard) identifie le style du HiAce. En 1985, un restylage introduit un pare-chocs de grande taille avec un second pare-chocs et une trappe d'aération, ainsi que des accessoires tels qu'un toit ouvrant électrique en verre trempé.

## 1989 - 2004 Toyota HiAce IV (H100)
Le Toyota HiAce de quatrième génération (de type H100) est sorti en août 1989. Il a subi deux restylages successifs en 1993 et 1998.
Dans la dernière partie de la vie du modèle, la gamme de modèles a été mise en œuvre au-delà de la catégorie par le développement de la cylindrée du moteur et d'autres modifications. Il a gagné en popularité grâce à sa maniabilité facile, car il est équipé d'une cabine  surbaissée qui se trouve devant l'essieu avant. La combinaison du groupe motopropulseur 3L turbo + 4AT n'a été disponible qu'à partir de 1999. Le groupe motopropulseur était à quatre roues motrices. Le nombre de carrosseries a été réduit à 7, 8 et 10 passagers.

### 1995 - 2013 Toyota Granvia/RegiusAce/Grand HiAce/TouringHiAce (XH10)

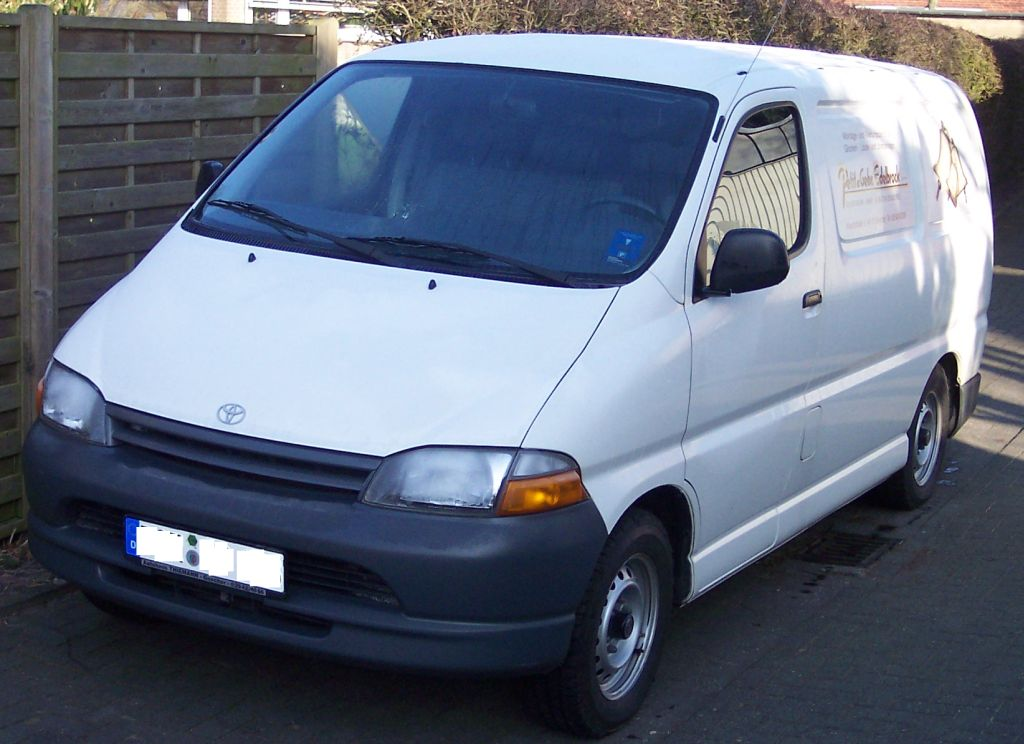
Toyota Granvia Phase I (Europe) / HiAce XH10
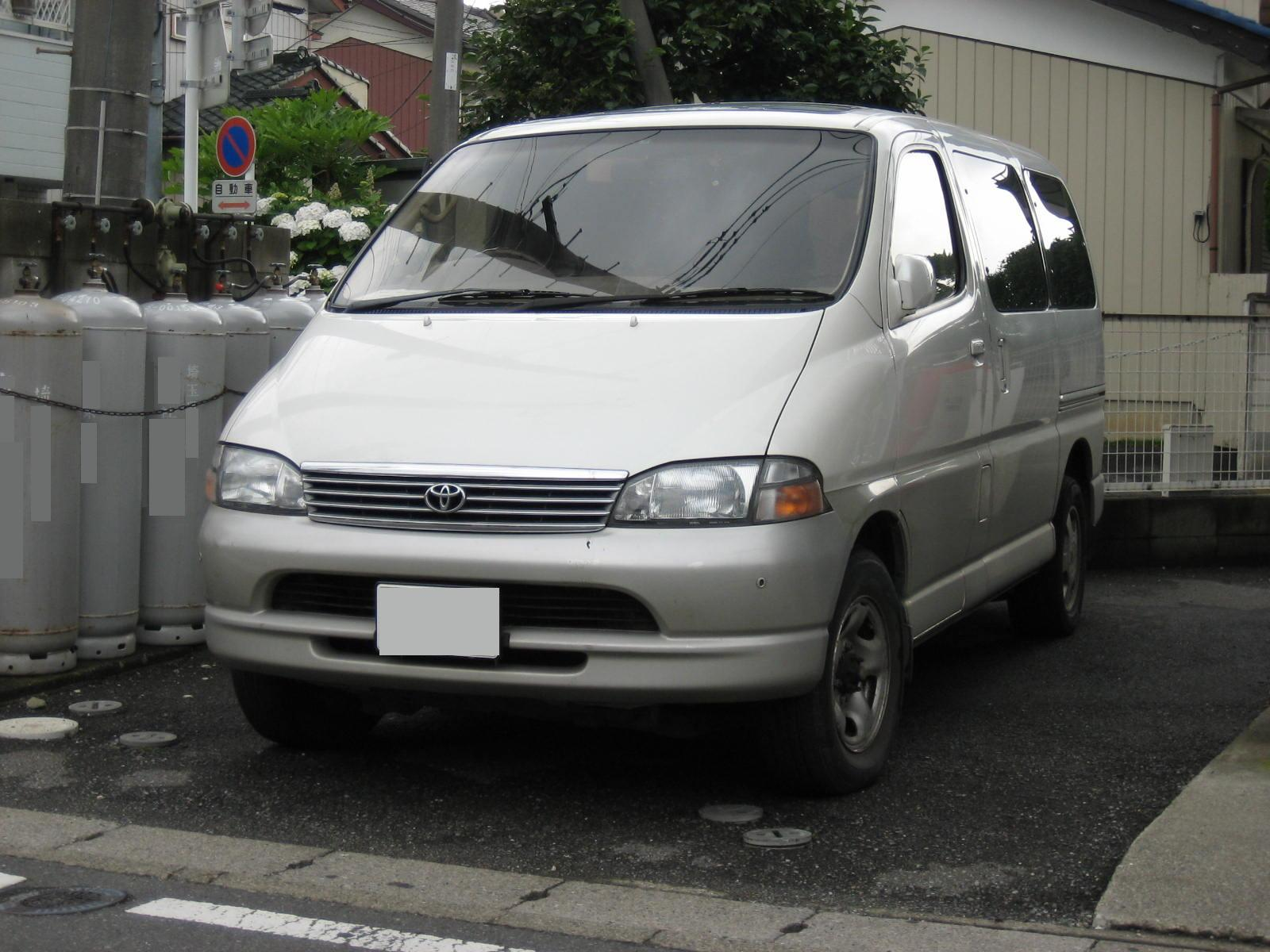
Toyota Granvia Phase I (États-Unis)
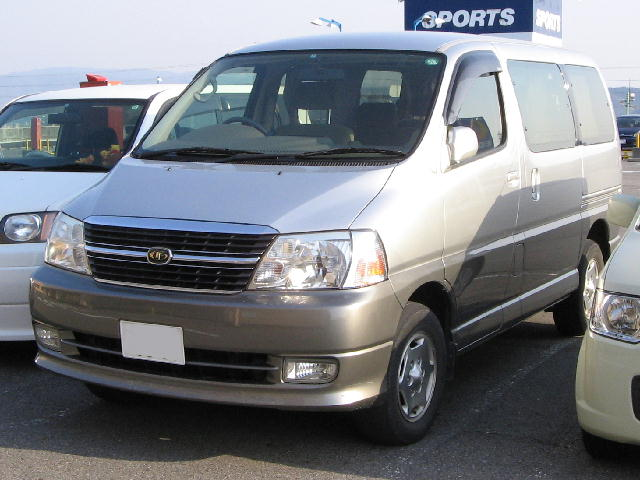
Toyota Granvia Phase II (États-Unis)
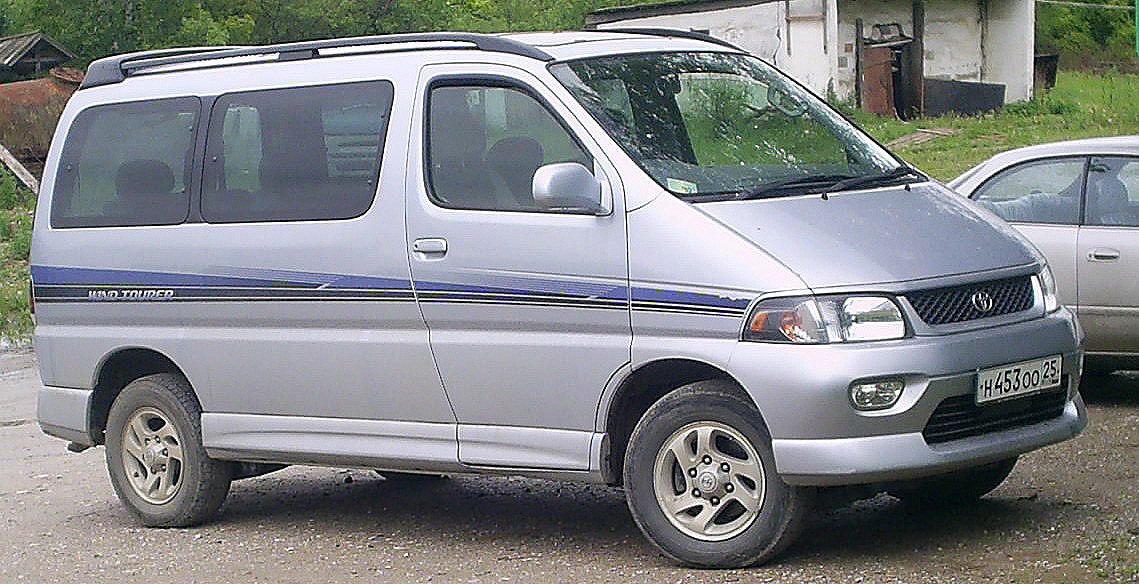
Toyota RegiusAce
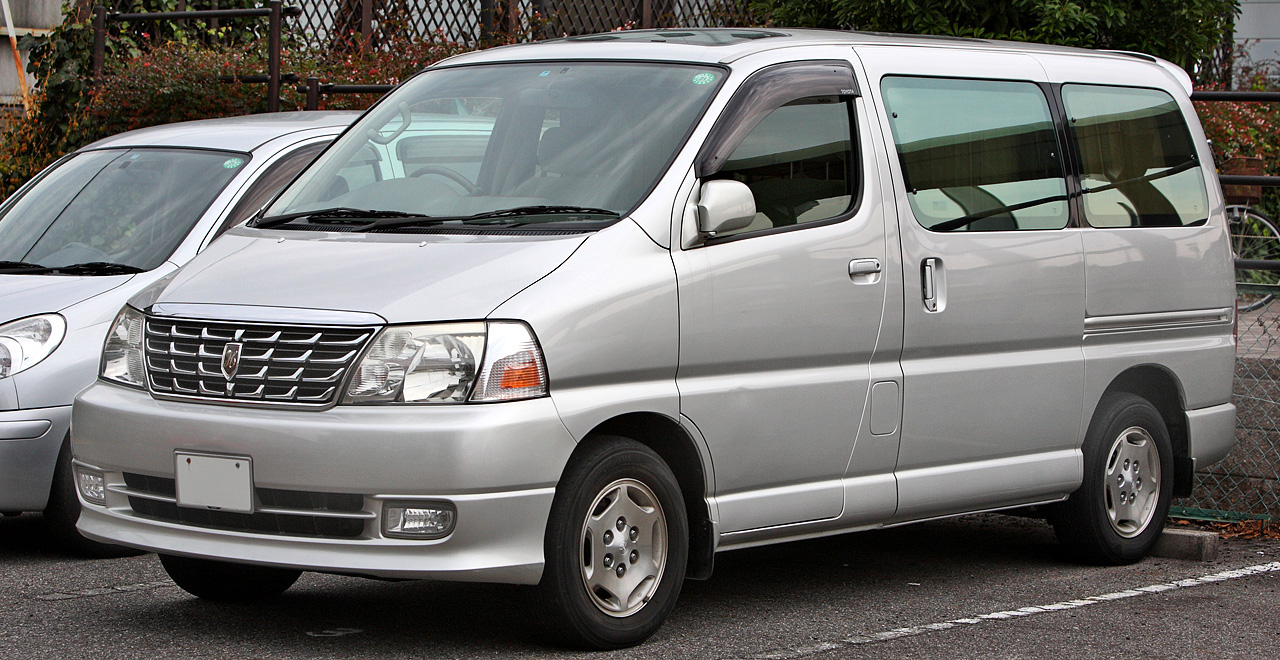
Toyota Grand HiAce
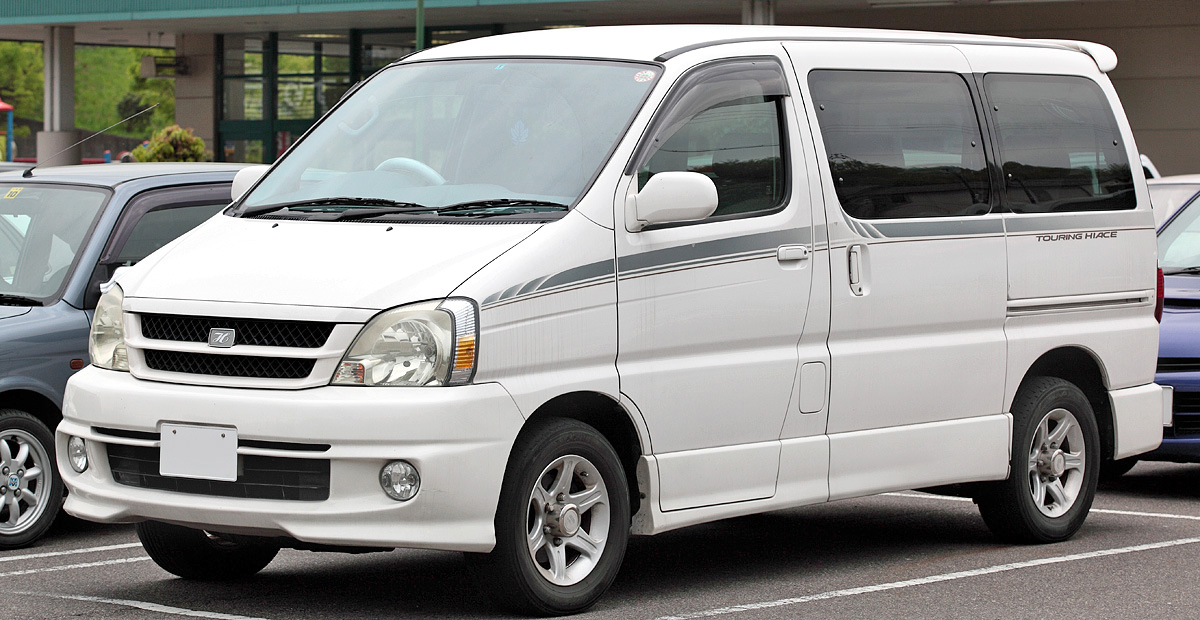
Toyota Touring HiAce

En 1995, Toyota sort une version du HiAce H100 destinée aux autres marchés et baptisée Granvia. De 1995 à 2013, elle est basée sur la quatrième génération de 1989, mais s'appelle aussi HiAce en Europe et remplace le HiAce à moteur central en raison de normes strictes. Les autres versions RegiusAce, Grand HiAce et TouringHiAce sont des versions allongées du HiAce XH10 destinées au Japon et aux États-Unis.
En 2004, le HiAce H100 laisse sa place à la cinquième génération.

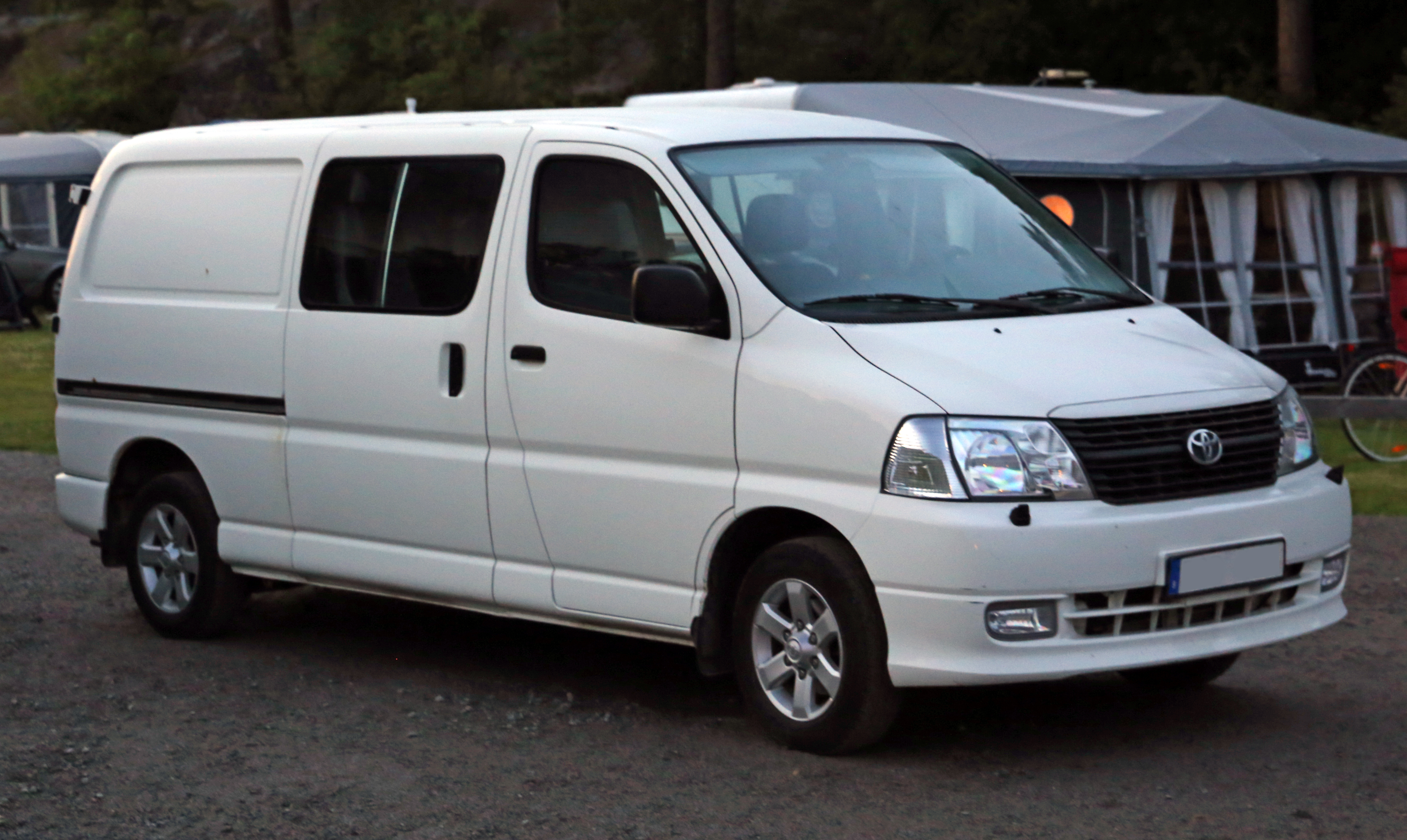
Toyota Granvia Phase II (Europe) / HiAce XH20

En 2006, Toyota restyle en Europe le HiAce XH10. Il adopte cette fois-ci de grosses phares effilées et une nouvelle calandre similaires à celles du Grand HiAce CH10 et du Granvia américain restylé, mais les feux arrière n'ont pas été revus. 
Le HiAce XH10 est remplacé en 2013 par le ProAce, frère jumeau des Citroën Jumpy, Peugeot Expert et Fiat Scudo 2. 